# 2raumwohnung
Цвайраумвонунг (на немски: 2raumwohnung) е немско електропоп дуо, чието име в превод на български език означава „двустаен апартамент“. То се състои от вокалистката Инга Хумпе и партньорът ѝ Томи Екарт. Дуото е основано през 2000 година в Берлин. Най-големият успех в кариерата си дуото постига с албума 36 Grad (в превод: 36 градуса), който остава 33 седмици в германските музикални класации.

## Дискография
- Kommt Zusammen (2001)
- In Wirklich (2002)
- Es Wird Morgen (2004)
- Melancholisch Schön (2005)
- 36 Grad (2007)
- Lasso (2009)